# Iris Eliisa Rauskala
Iris Eliisa Rauskala (Helsinki, 1978. március 14. –) Ausztria oktatásügyi, tudományügyi és kutatásügyi minisztere volt.

## Élete
Rauskala Welsben érettségizett. 
2009-től 2011-ig a tudományügyi minisztériumban Johannes Hahn, Beatrix Karl és Karlheinz Töchterle munkatársa volt. 2015-től osztályvezető (Sektionchefin) volt.

## Fordítás
Ez a szócikk részben vagy egészben  az   Iris Eliisa Rauskala című német Wikipédia-szócikk ezen változatának fordításán alapul.  Az eredeti cikk szerkesztőit annak laptörténete sorolja fel. Ez a jelzés csupán a megfogalmazás eredetét és a szerzői jogokat jelzi, nem szolgál a cikkben szereplő információk forrásmegjelöléseként.